# Macrothamnium leptohymenioides
Macrothamnium leptohymenioides là một loài Rêu trong họ Hylocomiaceae. Loài này được Nog. mô tả khoa học đầu tiên năm 1972.